# 大久保忠益
大久保 忠益（おおくぼ ただます）は、戦国時代から江戸時代初期の武将。徳川氏の家臣。

## 生涯
永禄6年（1563年）三河一向一揆との戦いでは一族と共に上和田砦に籠城し負傷しながらも、敵に奪われた槍を奪い返して逆に討ち取るなど勇戦した。以後も姉川の戦い、三方ヶ原の戦い、長篠の戦い、色尾の合戦、高天神城の戦い、小牧・長久手の戦いに従軍し、しばしば軍功があった。関ヶ原の戦いでは使番として参戦し、戦後は徒歩頭を務めた。